# Чорторийські озера
Гідрологічний заказник місцевого значення «Чорторийські озера» (втрачений) мав площу 0,8 га та був розміщений на території кв.12 вид.17,20 Любарського лісництва Бердичівського держлісгоспу (Любарський район, Житомирська область). 
30 січня 2001 року Житомирська обласна рада ухвалила рішення «Про підсумки інвентаризації мережі природно-заповідного фонду місцевого значення», яким були ліквідовані три об'єкти ПЗФ місцевого значення. 
Природоохоронний статус заказника був необґрунтовано ліквідований із тим, що озера замулилися, чим лісгосп обґрунтував начебто втрату заказником природної цінності, хоча на його території відбувся природний процес сукцесії.